# Gnome (Dichtung)
Die Gnome (Plural: Gnomen; von altgriechisch γνώμη gnṓmē, deutsch ‚Erkenntnisvermögen, Verstand, Vernunft, Geist‘; im Sinne wie hier nur im Plural altgriechisch γνῶμαι gnō̃mai, deutsch ‚Sinnsprüche, in kurzen Versen ausgedrückte Lebensregeln weiser Männer‘) ist ein kurzer Sinnspruch. Sie enthält in kurzer, prägnanter Form eine praktische Lebensweisheit, eine allgemeine Bemerkung, eine Erfahrung, eine Regel oder einen Grundsatz, meist in der metrischen Form eines Einzeilers (Monostichon) oder eines Zweizeilers (Distichon). Eine Sammlung von Gnomen wird als Gnomologie oder Gnomologion bezeichnet, ein Sammler wird Gnomologe genannt und die Verfasser von Gnomen werden als Gnomiker bezeichnet, die Gattung dementsprechend als Gnomik.
Im engeren Sinn meint Gnomik nur die antike Spruchdichtung, neuere Beispiele solcher Art werden eher Denkspruch, Sinnspruch, Sprichwort oder ähnlich genannt. Eine genauere inhaltliche Abgrenzung gegenüber verwandten Formen wie etwa Epigramm, Aphorismus, Apophthegma, Sentenz etc. ist nicht möglich und kaum sinnvoll, da auch die antiken Gnomologien solche Unterscheidungen nicht machten, sondern eine teilweise bunte Blütenlese mehr oder minder belehrender Sprüche darstellen. Ebenso die Abgrenzung des Gnomologions zum Florilegium ist im Einzelfall schwierig, wobei die Florilegien meist längere Exzerpte zusammenfassen. Verallgemeinernd nennt man die Kleinstformen belehrenden Inhalts auch gnomische Formen.
Unter Gnomik versteht man vor allem die antike Spruchdichtung, obwohl entsprechende Formen in gebundener und ungebundener Rede seit Beginn der Überlieferung in sämtlichen Literaturen bei allen Völkern des Altertums belegt sind, so bei den Hebräern (hierher gehört die Spruchdichtung des Alten Testaments), Indern, Persern, Arabern, Skandinaviern usw.
Die Gnomendichtung blühte in Griechenland seit dem 6. Jahrhundert v. Chr. Auch in der ältesten griechischen Dichtung bei Homer und Hesiod finden sich zahlreiche Beispiele einzelner Verse, die in der Antike zu geflügelten Worten und festem Bestandteil des Fundus an Lebensregeln wurden. Die bekanntesten Gnomologien sind die in Hexametern verfassten „Goldenen Sprüche“ des Solon, die Gnomen des Theognis von Megara in elegischen Distichen, die des Phokylides von Milet und die Monostichoi des Menander. Zu den gnomischen Formen gehören die Akusmata des Pythagoras, die seine Lehren in knappe Frage und Antwort kleideten und zur gnomischen Literatur die als Chrie bezeichneten Ausarbeitungen zu einem Sinnspruch, die Teil des antiken Rhetorikunterrichts waren. In der lateinischen Literatur gibt es die Sentenzen des Publilius Syrus, die als Monosticha oder Dicta Catonis bekannte Sammlung hexametrischer Distichen des Dionysius Cato und das Gnomologion des Favorinus aus dem 2. Jahrhundert, in der Spätantike die Sammlungen des Orion von Theben und des Johannes Damascenus.
Als vergleichbare Sammlungen in Mittelalter und Neuzeit sind zu nennen: Freidanks Bescheidenheit (1215–1230), die spätmittelalterliche Priameldichtung, die Alexandriner-Zweizeiler aus dem  Cherubinischem Wandersmann des Angelus Silesius (1657), Friedrich Rückerts Weisheit des Brahmanen (ab 1835), Leopold Schefers Laienbrevier (1834) und der Stern des Bundes von Stefan George (1914).

## Beispiele
Berühmte, teils heute noch geläufige Gnomen aus der Antike sind die den Sieben Weisen zugeschriebenen Sprüche:

«Γνῶθι σεαυτόν.»

„Erkenne dich selbst!“

«Μηδὲν ἄγαν.»

„Nichts zu sehr!“

«Ἐγγύα, πάρα δ’ ἄτα.»

„Bürgschaft, – schon ist Unheil da.“

«Γίγνωσκε καιρόν.»

„Erkenne den passenden Augenblick!“

«Οἱ πλεῖστοι κακοί.»

„Die Meisten sind schlecht.“

«Μέτρον ἄριστον.»

„Maß ist das Beste.“

«Μελέτη τὸ πᾶν»

„Habe das Ganze im Sinn.“

Neueres Beispiel für Gnomen:

„Der Starke ist am mächtigsten allein.“